# Обгалдер
Обгалдер (абгалдир, обга́лдир, опга́лдир):
- Метален прът, единият край на който е във формата на кука, а другият – във вид на пръстеновидна дръжка;
- гак или кука с кратък отрязък въже; предназначен за да се оправят котвени и такелажни вериги или въжета[1];
- снаст (въжета), предназначена за разтягане по реята на горната шкаторина на долния лисел или ундер-лисела, както още се нарича[2];
- края или парче на въже с гак; с него се изваждат, например, котвените канати (въжета) от канатната кутия, а после го разтягат или разнасят по палубата на кораба[3].